# سكوتا

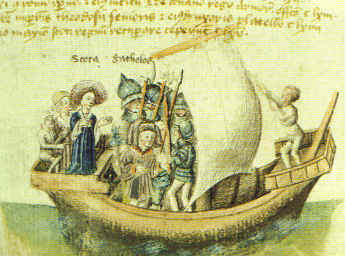
سكوتا (يسارًا) مع غوايدل غلاس في رحلة من مصر، كما هو موضح في مخطوطة من القرن الخامس عشر لسكوتشرونكون لوالتر باور؛ في هذا الإصدار سكوتا وغوايدل غلاس (باللاتينية باسم غيثولوس) هما زوجان.

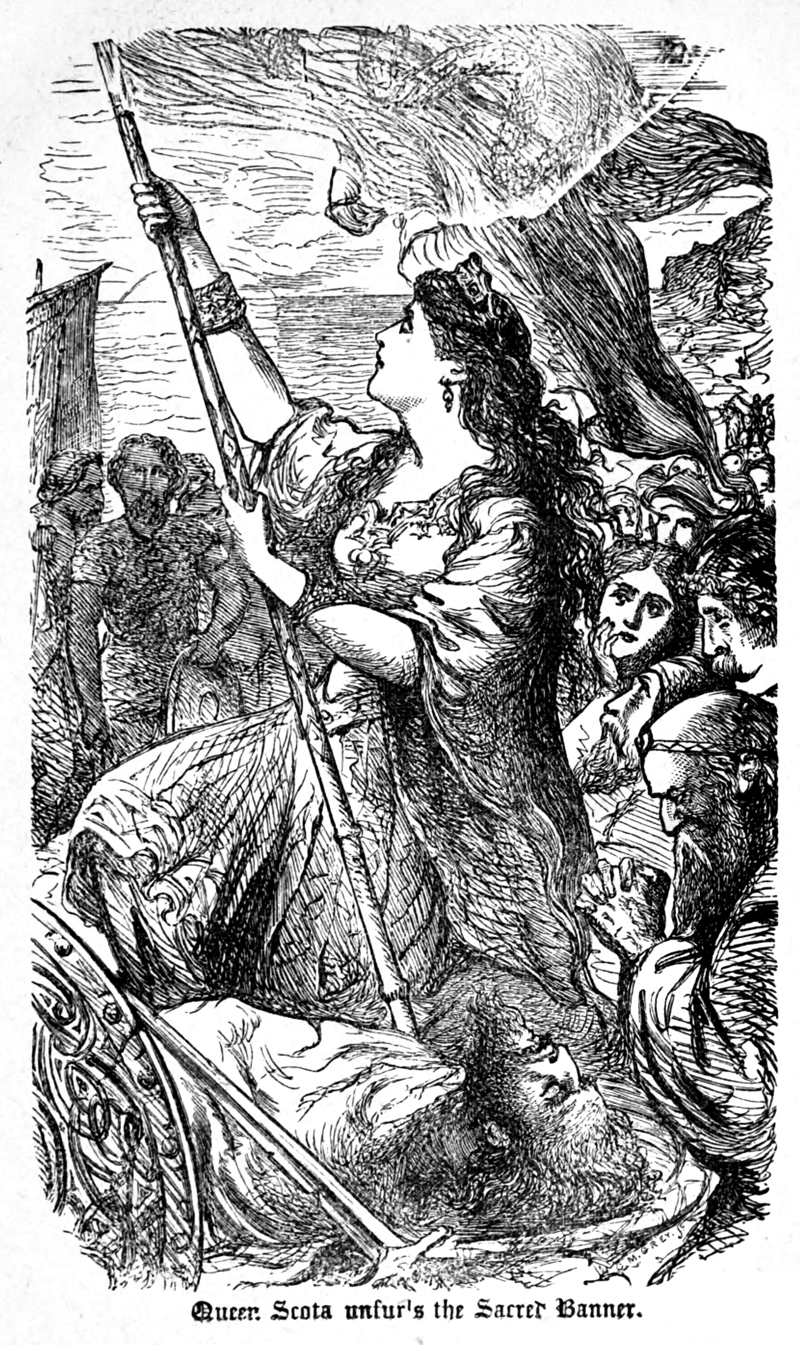
"الملكة سكوتا ترفع الراية المقدسة"، رسم توضيحي من كتاب عام 1867 للتاريخ الأيرلندي

سكوتا وسكوتيا (بالإنجليزية: Scota and Scotia)‏ هُمَا اِسمَا اِمرأتينِ أُسطوريَّتينِ، وهما اِبنتا فِرعَونَينِ مِصريَّينِ مُختلفينِ، ذُكِرَتا في الأساطيرِ الأيرلنديَّة، والأساطير الإسكتلندية والتاريخ الزائف.